# Svjetlana Aleksijevič
Svjetlana Aleksandrovna Aleksijevič (bjeloruski: Святлана Аляксандраўна Алексіевіч, Ivano-Frankivsk, 31. svibnja 1948.) je bjeloruska istraživačka novinarka i prozna spisateljica beletristike, koja piše na ruskom jeziku. Dobitnica je Nobelove nagrade za književnost 2015. "za polifono pisanje, spomenik patnji i hrabrosti u našem vremenu". Prva je osoba iz Bjelorusije dobitnica Nobelove nagrade za književnost.

## Životopis
Rođena je u zapadnom ukrajinskom gradu Stanislavivu (od 1962. Ivano-Frankivsk) od oca Bjelorusa i majke Ukrajinke. Odrasla je u Bjelorusiji. Nakon završetka škole radila je kao reporter u nekoliko lokalnih novina prije diplomiranja na Bjeloruskom državnom sveučilištu (1972.) i postala dopisnica za književni magazin Neman u Minsku (1976.).

## Knjige
- Rat nema žensko lice, Minsk: Mastatskaya litaratura, 1985.
  - (engleski) The Unwomanly Face of War, (posebno), iz Always a Woman: Stories by Soviet Women Writers, Raduga Publishers, 1987.
  - (engleski) War’s Unwomanly Face, Moskva : Progress Publishers, 1988, ISBN 5-01-000494-1.
  - (njemački) Der Krieg hat kein weibliches Gesicht. Henschel, Berlin 1987, ISBN 978-3-362-00159-5.
  - (njemački) Novo, prošireno izdanje; übersetzt von Ganna-Maria Braungardt. Hanser Berlin, München 2013, ISBN 978-3-446-24525-9.*'Цинковые мальчики (Tsinkovye malchiki, Zinc-Covered Boys), Moskva: Molodaya Gvardiya, 1991.
  - (engleski) Zinky Boys: Soviet Voices from the Afghanistan War (W W Norton & Co Inc 1992; ISBN 0-393-03415-1) Other edition: Zinky boys: Soviet voices from a forgotten war (The ones who came home in zinc boxes), preveli Julia i Robin Whitby, London: Chatto & Windus, 1992, ISBN 0-7011-3838-6.
  - (njemački) Zinkjungen. Afghanistan und die Folgen. Fischer, Frankfurt am Main 1992, ISBN 978-3-10-000816-9.[4]
  - (njemački) Novo, prošireno izdanje; Hanser Berlin, München 2014, ISBN 978-3-446-24528-0.*Зачарованные смертью (Zacharovannye smertyu, Enchanted with Death; "Oduševljeni smrću"), Moskva: Slovo, 1994. ISBN 5-85050-357-9
- Чернобыльская молитва (Chernobylskaya molitva, Chernobyl Prayer; "hrv: Černobilska molitva"), Moskva: Ostozhye, 1997. ISBN 5-86095-088-8
  - (engleski) Voices from Chernobyl: The Oral History of a Nuclear Disaster (Dalkey Archive Press 2005; ISBN 1-56478-401-0).
  - (njemački) Tschernobyl. Eine Chronik der Zukunft. Aufbau, Berlin 2006, ISBN 3-7466-7023-3.
- Последние свидетели: сто недетских колыбельных (Poslednie svideteli: sto nedetskikh kolybelnykh, The Last Witnesses: A Hundred of Unchildlike Lullabys), Moskva, Palmira, 2004, ISBN 5-94957-040-5 (prvo izdanje: Moskva: Molodaya Gvardiya, 1985)
  - (njemački) Die letzten Zeugen. Kinder im Zweiten Weltkrieg. Neues Leben, Berlin 1989; neu: Aufbau, Berlin 2005, ISBN 3-7466-8133-2. (Originaltitel:  Poslednyje swedeteli). Neubearbeitung und Aktualisierung 2008. Aus dem Russischen von Ganna-Maria Braungardt. Berlin: Hanser-Berlin 2014, ISBN 978-3446246478
- Время секонд хэнд (Vremya sekond khend, Second-hand Time; "Vrijeme iz druge ruke"), Moscow: Vremia, 2013. ISBN 978-5-9691-1129-5
  - (njemački) Secondhand-Zeit. Leben auf den Trümmern des Sozialismus. Hanser Berlin, München 2013, ISBN 978-3-446-24150-3; als Taschenbuch: Suhrkamp, Berlin 2015, ISBN 978-3-518-46572-1.[5]
- Зачарованные смертью (Zacharovannye Smertyu, Enchanted with Death) (Bjeloruski: 1993, Ruski: 1994)
  - (njemački) Im Banne des Todes. Geschichten russischer Selbstmörder. Fischer, Frankfurt am Main, 1994, ISBN 3-10-000818-9).
  - (njemački) Seht mal, wie ihr lebt. Russische Schicksale nach dem Umbruch. Berlin (Aufbau, Berlin 1999, ISBN 3-7466-7020-9).

## Vanjske poveznice
- "A Conversation with Svetlana Alexievich"  Arhivirana inačica izvorne stranice od 2. rujna 2012. (Wayback Machine), iz The Center for Book Culture
- 'Voices of Chernobyl': Survivors' Stories, iz National Public Radio, 21. travnja 2006.
- A conspiracy of ignorance and obedience, članak o autorici u Telegraph Magazine
- Svetlana Alexievich: Belarusian Language Is Rural And Literary Unripe  Arhivirana inačica izvorne stranice od 1. srpnja 2013. (Wayback Machine)
- Lukashenka's comment on Alexievich